# مات ميلن
مات ميلن (بالإنجليزية: Matt Milne)‏ هو ممثل بريطاني، ولد في 18 نوفمبر 1990 في هيرفورد في المملكة المتحدة.

## أعمال

### أفلام
- (2011) حصان حرب[3]
- (2012) راث أوف ذا تايتنز[4][5][6]

### مسلسلات
- داونتون آبي

## وصلات خارجية
- مات ميلن على موقع IMDb (الإنجليزية)
- مات ميلن على موقع ألو سيني (الفرنسية)
- مات ميلن على موقع أول موفي (الإنجليزية)
- مات ميلن على موقع قاعدة بيانات الأفلام السويدية (السويدية)
- مات ميلن على موقع قاعدة بيانات الفيلم (الإنجليزية)
- مات ميلن على موقع كينوبويسك (الروسية)